# As Sawm (huyện)
Huyện As Sawm là một huyện thuộc tỉnh Hadramawt, Yemen. Đến thời điểm năm 2003, huyện này có dân số 12666 người